# Skala 2

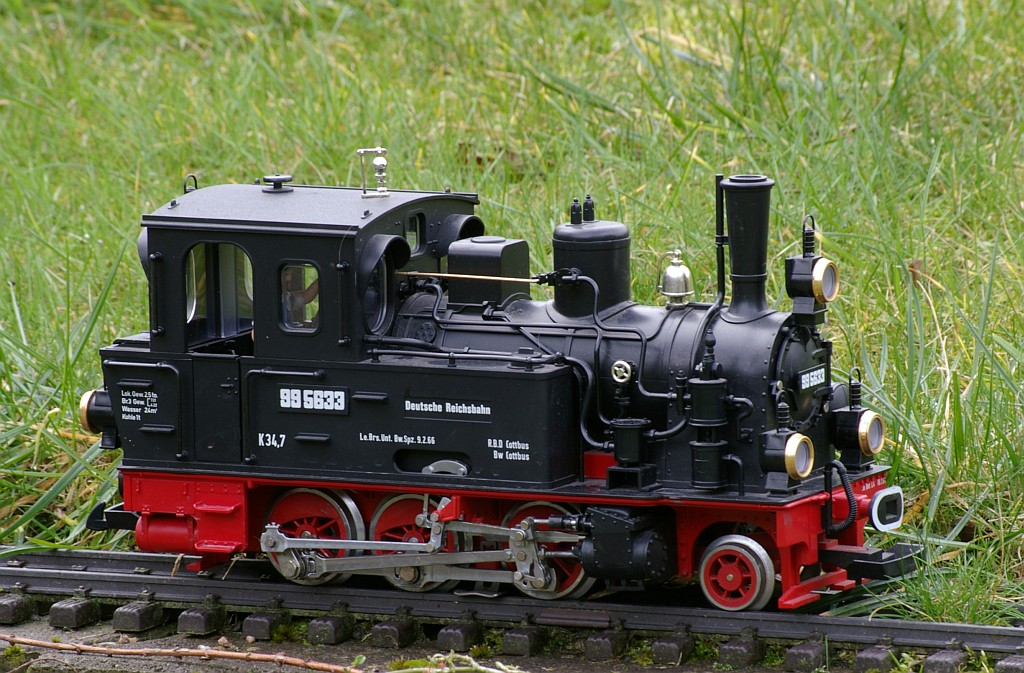

Skala 2 – nazwa skali stosowanej w modelarstwie kolejowym o podziałce 1:22,5 i rozstawie szyn 64 milimetrów.

## Historia
Pierwsze modele kolejowe tej skali stworzyła niemiecka firma Lehmann-Groß-Bahn. Zakład zaprezentował na norymberskich targach zabawek w 1968 roku modele kolejek i rozpoczął produkowanie modeli kolejek wąskotorowych. Modele kolejowe tej wielkości były produkowane główne do kolejek ogrodowych,
gdyż były odporne na warunki atmosferyczne i przeznaczone jako zabawki dla dzieci. Przedsiębiorstwo jest jedynym producentem kolejek elektrycznych w tej skali. 26 lipca 2007 roku firma została zakupiona przez przedsiębiorstwo modeli kolejowych Märklin.    